# Diamond League 2015
De IAAF Diamond League 2015 was de zesde editie van de Diamond League, een jaarlijkse serie van veertien eendaagse atletiekwedstrijden. De serie begon op 15 mei in Doha en eindigde op 11 september in Brussel.

## Wedstrijdschema
| M | Mannen | V | Vrouwen |  | Finales |

| #  | Datum              | Plaats     | Meeting             | 100 | 200 | 400 | 800 | 1500 | 5000 | Stee | 110h | 400h | Hoog | Pols | Ver | Hink | Kogel | Disc | Speer |
| -- | ------------------ | ---------- | ------------------- | --- | --- | --- | --- | ---- | ---- | ---- | ---- | ---- | ---- | ---- | --- | ---- | ----- | ---- | ----- |
| 1  | 15 mei 2015        | Doha       | Qatar Athletic      | M   | V   | V   | M   | V    | M    | V    | V    | M    | V    | M    | V   | M    | M     | V    | M     |
| 2  | 17 mei 2015        | Shanghai   | Golden Grand Prix   | V   | M   | M   | V   | M    | V    | M    | M    | V    | M    | V    | M   | V    | V     | M    | V     |
| 3  | 30 mei 2015        | Eugene     | Prefontaine Classic | V   | M   | M   | V   | M    | V    | M    | M    | M    | M    | M    | V   | V    | M     | M    | V     |
| 4  | 4 juni 2015        | Rome       | Golden Gala         | M   | V   | V   | M   | V    | M    | V    | V    | M    | V    | M    | V   | M    | M     | V    | M     |
| 5  | 7 juni 2015        | Birmingham | Aviva Grand Prix    | M   | V   | V   | M   | V    | M    | V    | V    | V    | V    | V    | M   | M    | V     | V    | M     |
| 6  | 11 juni 2015       | Oslo       | Bislett Games       | V   | M   | M   |     | MV   | V    | M    | V    | V    | M    |      | M   | V    | V     | M    | V     |
| 7  | 13 juni 2015       | New York   | Adidas Grand Prix   | M   | V   | V   | M   |      | M    | V    | M    | M    | V    | V    | V   | M    | M     | V    | M     |
| 8  | 4 juli 2015        | Parijs     | Meeting Areva       | MV  |     | M   | V   | M    | V    | M    | M    | V    | M    | MV   | M   | V    | V     | M    | V     |
| 9  | 9 juli 2015        | Lausanne   | Athletissima        |     | MV  | V   | M   | V    | M    | V    | V    | M    | V    | M    | V   | M    | M     | V    | M     |
| 10 | 17 juli 2015       | Monaco     | Meeting Herculis    | M   | V   | V   | M   | V    | M    | V    | V    | M    | V    | M    | V   | M    | M     | V    | M     |
| 11 | 24 en 25 juli 2015 | Londen     | London Grand Prix   | V   | M   | M   | V   | M    | V    | M    | M    | V    | M    | V    | M   | V    | V     | M    | V     |
| 12 | 30 juli 2015       | Stockholm  | DN Galan            | V   | M   | M   | V   | M    | V    | M    | M    | V    | M    | V    | M   | V    | V     | M    | V     |
| 13 | 3 september 2015   | Zurich     | Weltklasse          | V   | M   | M   | V   | M    | V    | M    | M    | V    | M    | V    | MV  |      | V     | M    | V     |
| 14 | 11 september 2015  | Brussel    | Memorial Van Damme  | M   | V   | V   | M   | V    | M    | V    | V    | M    | V    | M    |     | MV   | M     | V    | M     |

## Diamond Races
| Diamond Race loopnummers |       |       |       |       |        |        |              |              |                |
| Mannen                   | 100 m | 200 m | 400 m | 800 m | 1500 m | 5000 m | 110 m horden | 400 m horden | 3000 m steeple |
| Vrouwen                  | 100 m | 200 m | 400 m | 800 m | 1500 m | 5000 m | 100 m horden | 400 m horden | 3000 m steeple |

| Diamond Race technische nummers |                      |              |             |                    |             |              |             |
| Mannen                          | Polsstokhoogspringen | Hoogspringen | Verspringen | Hink-stap-springen | Kogelstoten | Discuswerpen | Speerwerpen |
| Vrouwen                         | Polsstokhoogspringen | Hoogspringen | Verspringen | Hink-stap-springen | Kogelstoten | Discuswerpen | Speerwerpen |

### Mannen

#### Loopnummers
| #           | Wedstrijd   | 100 m              | 200 m                | 400 m                   | 800 m                 | 1500 m                 | 5000 m                  | 110 m h                   | 400 m h                | 3000 m st                 |
| 1           | Doha        | Justin Gatlin 9,74 | —                    | —                       | A. Souleiman 1.43,78  | —                      | H. Gebrhiwet 7.38,08    | —                         | Bershawn Jackson 48,09 | —                         |
| 2           | Shanghai    | —                  | Alonso Edward 20,33  | Kirani James 44,66      | —                     | Silas Kiplagat 3.35,29 | —                       | David Oliver 13,17        | —                      | Jairus Birech 8.05,36     |
| 3           | Eugene      | —                  | Justin Gatlin 19,68  | Kirani James 43,95      | —                     | A. Souleiman 3.51,10   | —                       | P. Martinot-Lagarde 13,06 | Johnny Dutch 48,20     | Ezekiel Kemboi 8.01,71    |
| 4           | Rome        | Justin Gatlin 9,75 | —                    | —                       | M. Aman 1.43,56       | —                      | Yomif Kejelcha 12.58,39 | —                         | Johnny Dutch 48,13     | —                         |
| 5           | Birmingham  | Marvin Bracy 9,93  | —                    | —                       | Nijel Amos 1.46,77    | —                      | T. Longosiwa 13.07,26   | —                         | —                      | —                         |
| 6           | Oslo        | —                  | C. Lemaitre 20,21    | Steven Gardiner 44,64   | —                     | Asbel Kiprop 3.51,45   | —                       | —                         | —                      | Jairus Birech 8.05,63     |
| 7           | New York    | Tyson Gay 10,12    | —                    | —                       | David Rudisha 1.43,58 | —                      | Ben True 13.29,48       | David Oliver 13,19        | Javier Culson 48,48    | —                         |
| 8           | Parijs      | Asafa Powell 9,81  | —                    | Wayde van Niekerk 43,96 | —                     | Silas Kiplagat 3.30,12 | —                       | Orlando Ortega 12,94      | —                      | Jairus Birech 7.58,83     |
| 9           | Lausanne    | —                  | Zharnel Hughes 20,13 | —                       | Nijel Amos 1.43,27    | —                      | Mo Farah 13.11,77       | —                         | Bershawn Jackson 48,71 | —                         |
| 10          | Monaco      | Justin Gatlin 9,78 | —                    | —                       | Amel Tuka 1.42,51     | —                      | Caleb Ndiku 7.35,13     | —                         | Bershawn Jackson 48,23 | —                         |
| 11          | Londen      | —                  | Zharnel Hughes 20,05 | Wayde van Niekerk 44,63 | —                     | Asbel Kiprop 3.54,87   | —                       | Jason Richardson 13,19    | —                      | Conseslus Kipruto 8.09,49 |
| 12          | Stockholm   | —                  | Alonso Edward 20,04  | Machel Cedenio 44,97    | —                     | A. Souleiman 3.33,33   | —                       | Orlando Ortega 13,18      | —                      | Hicham Sigueni 8.16,54    |
| 13          | Zürich      | —                  | Alonso Edward 20,03  | LaShawn Merritt 44,18   | —                     | Asbel Kiprop 3.35,79   | —                       | Sergej Sjoebenkov 13,14   | —                      | P.K. Koech 8.10,24        |
| 14          | Brussel     | Justin Gatlin 9,98 | —                    | —                       | Adam Kszczot 1.45,12  | —                      | Yomif Kejelcha 12.53,98 | —                         | Jeffery Gibson 48,72   | —                         |
|             |             |                    |                      |                         |                       |                        |                         |                           |                        |                           |
| Eindwinnaar | Eindwinnaar | Justin Gatlin      | Alonso Edward        | Kirani James            | Nijel Amos            | Asbel Kiprop           | Yomif Kejelcha          | David Oliver              | Bershawn Jackson       | Jairus Birech             |

#### Technische nummers
| #           | Wedstrijd   | Verspringen              | Hink-stap-springen           | Hoogspringen              | Polsstokhoogspringen          | Kogelstoten         | Discus                    | Speer                    |
| 1           | Doha        | —                        | Pedro Pablo Pichardo 18,06 m | —                         | Konstadínos Filippídis 5,75 m | David Storl 21,51 m | —                         | Tero Pitkämäki 88,62 m   |
| 2           | Shanghai    | Aleksandr Menkov 8,27 m  | —                            | Mutaz Essa Barshim 2,38 m | —                             | —                   | Piotr Małachowski 64,65 m | —                        |
| 3           | Eugene      | —                        | —                            | Mutaz Essa Barshim 2,41 m | Renaud Lavillenie 6,05 m      | Joe Kovacs 22,12 m  | Piotr Małachowski 65,59 m | —                        |
| 4           | Rome        | —                        | Pedro Pablo Pichardo 17,96 m | —                         | Renaud Lavillenie 5,91 m      | David Storl 21,46 m | —                         | Vítězslav Veselý 88,14 m |
| 5           | Birmingham  | Greg Rutherford 8,35 m   | Christian Taylor 17,40 m     | —                         | —                             | —                   | —                         | Julius Yego 91,39 m      |
| 6           | Oslo        | Greg Rutherford 8,25 m   | —                            | Zhang Guowei 2,36 m       | —                             | —                   | Robert Urbanek 63,85 m    | —                        |
| 7           | New York    | —                        | Pedro Pablo Pichardo 17,56 m | —                         | —                             | Joe Kovacs 21,67 m  | —                         | Vítězslav Veselý 83,62 m |
| 8           | Parijs      | Michael Hartfield 8,19 m | —                            | Danila Tsyplakov 2,32 m   | Konstadínos Filippídis 5,91 m | —                   | Piotr Małachowski 65,57 m | —                        |
| 9           | Lausanne    | —                        | Christian Taylor 18,06 m     | —                         | Paweł Wojciechowski 5,84 m    | David Storl 22,20 m | —                         | Keshorn Walcott 90,16 m  |
| 10          | Monaco      | —                        | Christian Taylor 17,75 m     | —                         | Renaud Lavillenie 5,92 m      | Joe Kovacs 22,56 m  | —                         | Tero Pitkämäki 88,87 m   |
| 11          | Londen      | Marquis Dendy 8,38 m     | —                            | Marco Fassinotti 2,31 m   | —                             | —                   | Philip Milanov 65,14 m    | —                        |
| 12          | Stockholm   | Greg Rutherford 8,34 m   | —                            | Jacorian Duffield 2,32 m  | —                             | —                   | Piotr Małachowski 65,95 m | —                        |
| 13          | Zürich      | Greg Rutherford 8,32 m   | —                            | Mutaz Essa Barshim 2,32 m | —                             | —                   | Robert Urbanek 65,78 m    | —                        |
| 14          | Brussel     | —                        | Christian Taylor 17,59 m     | —                         | Renaud Lavillenie 5,95 m      | Tomas Walsh 21,39 m | —                         | Tero Pitkämäki 87,37 m   |
|             |             |                          |                              |                           |                               |                     |                           |                          |
| Eindwinnaar | Eindwinnaar | Greg Rutherford          | Christian Taylor             | Mutaz Essa Barshim        | Renaud Lavillenie             | Joe Kovacs          | Piotr Małachowski         | Tero Pitkämäki           |

### Vrouwen

#### Loopnummers
| #            | Wedstrijd    | 100 m                   | 200 m                 | 400 m                | 800 m                  | 1500 m                   | 5000 m                  | 100 m h              | 400 m h               | 3000 m st              |
| 1            | Doha         | —                       | Allyson Felix 21,98   | F. McCorory 50,21    | —                      | Dawit Seyaum 4.00,96     | —                       | Jasmin Stowers 12,35 | —                     | V. Nyambura 9.21,51    |
| 2            | Shanghai     | Blessing Okagbare 10,98 | —                     | —                    | Eunice Sum 2.00,28     | —                        | Almaz Ayana 14.14,32    | —                    | Kaliese Spencer 54,71 | —                      |
| 3            | Eugene       | S-A. Fraser-Pryce 10,81 | —                     | —                    | Eunice Sum 1.57,82     | —                        | Genzebe Dibaba 14.19,76 | —                    | —                     | —                      |
| 4            | Rome         | —                       | Jeneba Tarmoh 22,77   | F. McCorory 50,36    | —                      | Jennifer Simpson 3.59,31 | —                       | Sharika Nelvis 12,52 | —                     | Hyvin Jepkemoi 9.15,08 |
| 5            | Birmingham   | —                       | Jeneba Tarmoh 22,29   | S.A. McPherson 52,14 | —                      | Sifan Hassan 4.00,30     | —                       | Dawn Harper 12,58    | Kaliese Spencer 54,45 | V. Nyambura 9.24,01    |
| 6            | Oslo         | Murielle Ahouré 11,03   | —                     | —                    | —                      | Laura Muir 4.00,39       | Genzebe Dibaba 14.21,29 | Jasmin Stowers 12,84 | Kaliese Spencer 54,15 | —                      |
| 7            | New York     | —                       | Tori Bowie 22,23      | F. McCorory 49,86    | Ajeé Wilson 1.58,83    | —                        | —                       | —                    | —                     | Hiwot Ayalew 9.25,26   |
| 8            | Parijs       | S-A. Fraser-Pryce 10,74 | —                     | —                    | Eunice Sum 1.56,99     | —                        | Genzebe Dibaba 14.15,41 | —                    | Zuzana Hejnová 53,76  | —                      |
| 9            | Lausanne     | —                       | Allyson Felix 22,09   | Shaunae Miller 49,92 | —                      | Sifan Hassan 4.02,37     | —                       | Dawn Harper 12,55    | —                     | V. Nyambura 9.16,99    |
| 10           | Monaco       | —                       | Candyce McGrone 22,08 | F. McCorory 49,83    | —                      | Genzebe Dibaba 3.50,07   | —                       | Sharika Nelvis 12,46 | —                     | Habiba Ghribi 9.11,28  |
| 11           | Londen       | Dafne Schippers 10,92   | —                     | —                    | Eunice Sum 1.58,44     | —                        | Mercy Cherono 14.54,81  | —                    | Zuzana Hejnová 53,99  | —                      |
| 12           | Stockholm    | S-A. Fraser-Pryce 10,93 | —                     | —                    | Rénelle Lamote 1.59,91 | —                        | Katie Mackey 8.52,99    | —                    | Zuzana Hejnová 54,37  | —                      |
| 13           | Zürich       | S-A. Fraser-Pryce 10,93 | —                     | —                    | Eunice Sum 1.59,14     | —                        | Almaz Ayana 8.22,34     | —                    | Zuzana Hejnová 54,74  | —                      |
| 14           | Brussel      | —                       | Dafne Schippers 22,12 | Shaunae Miller 50,48 | —                      | Faith Kipyegon 4.16,71   | —                       | Dawn Harper 12,63    | —                     | Habiba Ghribi 9.05,36  |
|              |              |                         |                       |                      |                        |                          |                         |                      |                       |                        |
| Eindwinnares | Eindwinnares | S-A. Fraser-Pryce       | Allyson Felix         | F. McCorory          | Eunice Sum             | Sifan Hassan             | Genzebe Dibaba          | Dawn Harper          | Zuzana Hejnová        | V. Nyambura            |

#### Technische nummers
| #            | Wedstrijd    | Verspringen              | Hink-stap-springen        | Hoogspringen             | Polsstokhoogspringen          | Kogelstoten                 | Discus                  | Speer                       |
| 1            | Doha         | Tianna Bartoletta 6,99 m | —                         | Airinė Palšytė 1,94 m    | —                             | —                           | Sandra Perković 68,10 m | —                           |
| 2            | Shanghai     | —                        | Caterine Ibargüen 14,85 m | —                        | Nikoléta Kiriakopoúlou 4,73 m | Gong Lijiao 20,23 m         | —                       | Lu Huihui 64,08 m           |
| 3            | Eugene       | Tianna Bartoletta 7,11 m | Caterine Ibargüen 15,18 m | —                        | —                             | —                           | —                       | Christina Obergföll 63,07 m |
| 4            | Rome         | Darja Klisjina 6,89 m    | —                         | Ruth Beitia 2,00 m       | —                             | —                           | Sandra Perković 67,92 m | —                           |
| 5            | Birmingham   | —                        | —                         | Kamila Lićwinko 1,97 m   | Fabiana Murer 4,72 m          | Christina Schwanitz 19,68 m | Sandra Perković 69,23 m | —                           |
| 6            | Oslo         | —                        | Caterine Ibargüen 14,68 m | —                        | —                             | Christina Schwanitz 20,14 m | —                       | Marharyta Dorozhon 64,56 m  |
| 7            | New York     | Christabel Nettey 6,92 m | —                         | Ruth Beitia 1,97 m       | Fabiana Murer 4,80 m          | —                           | Sandra Perković 68,44 m | —                           |
| 8            | Parijs       | —                        | Caterine Ibargüen 14,87 m | —                        | Nikoléta Kiriakopoúlou 4,83 m | Christina Schwanitz 20,31 m | —                       | Barbora Špotáková 64,42 m   |
| 9            | Lausanne     | Tianna Bartoletta 6,86 m | —                         | Anna Tsjitsjerova 2,03 m | —                             | —                           | Yaimé Pérez 67,13 m     | —                           |
| 10           | Monaco       | Ivana Španović 6,87 m    | —                         | Maria Koetsjina 2,00 m   | —                             | —                           | Sandra Perković 66,80 m | —                           |
| 11           | Londen       | —                        | Olga Rypakova 14,33 m     | —                        | Nikoléta Kiriakopoúlou 4,79 m | Michelle Carter 19,74 m     | —                       | Madara Palameika 65,01 m    |
| 12           | Stockholm    | —                        | Caterine Ibargüen 14,69 m | —                        | Yarisley Silva 4,81 m         | Christina Schwanitz 20,13 m | —                       | Barbora Špotáková 65,66 m   |
| 13           | Zürich       | Ivana Španović 7,02 m    | —                         | —                        | Nikoléta Kiriakopoúlou 4,77 m | Christina Schwanitz 19,91 m | —                       | Barbora Špotáková 64,31 m   |
| 14           | Brussel      | —                        | Caterine Ibargüen 14,60 m | Maria Koetsjina 2,01 m   | —                             | —                           | Sandra Perković 67,50 m | —                           |
|              |              |                          |                           |                          |                               |                             |                         |                             |
| Eindwinnares | Eindwinnares | Tianna Bartoletta        | Caterine Ibargüen         | Ruth Beitia              | Nikoléta Kiriakopoúlou        | Christina Schwanitz         | Sandra Perković         | Barbora Špotáková           |